# Balfour Stewart
Balfour Stewart (Edinburgh, 1 november 1828 – Ballymagarvey, Balrath (Ierland), 19 december 1887) was een Schots natuurkundige, geofysicus en meteoroloog.

## Biografie
Stewart werd geboren in Leith, ten noorden van Edinburgh, als zoon van de theehandelaar William Stewart of Burness en diens echtgenote Jane Clouston. Zijn vader was betrokken bij zaken in het Verenigd Koninkrijk en Australië.
Hij genoot zijn onderwijs in Dundee en studeerde natuurkunde aan de Universiteit van St Andrews en de Universiteit van Edinburgh. Aansluitend op zijn studie werd hij in 1856 de assistent van James David Forbes. Hij was met name geïnteresseerd in vraagstukken omtrent warmtestraling, meteorologie en aardmagnetisme. In zijn werk omtrent stralingswarmte was hij de eerste die ontdekte dat lichamen energie van dezelfde golflengte uitstralen en obsorberen. Zijn werk op dit gebied werd echter al snel overtroffen door dat van de Duitse natuurkundige Gustav Robert Kirchhoff.
Steward werd in 1859 benoemd tot directeur van het Kew-observatorium, dat onderdeel was van de British Association for the Advancement of Science. Hier deed hij onderzoek naar meteorologie en de invloed van zonnevlekken en aardmagnetische verstoringen op het klimaat. Tijdens zijn onderzoek ontdekte hij dat dagelijkse variaties in het magnetisch veld verklaard konden worden door luchtstromingen in de bovenste atmosfeer, die als geleiders werken en elektrische stromen opwekken als deze door het magnetisch veld van de aarde gaan. In 1870, het jaar waarin hij zeer ernstig gewond raakte in een spoorwegongeval, werd hij benoemd tot hoogleraar natuurfilosofie aan Owens College in Manchester. Deze positie behield hij tot aan zijn overlijden, wat plaatsvond nabij de Ierse plaats Drogheda op 19 december 1887. 
Hij was de auteur van verscheidene tekstboeken over de wetenschap en schreef ook het artikel over aardmagnetisme in negende editie van de Encyclopædia Britannica. Samen met Schotse hoogleraar Peter Guthrie Tait schreef hij de "Unseen Universe" (1875), in eerste instantie anoniem uitgegeven, die was bedoeld om de tegenstrijdigheden tussen religie en wetenschap te bevechten. Ter waardering van zijn werk ontving hij in 1868 de Rumford Medal van de Royal Society.

## Werken
- An Elementary Treatise on Heat (1866)
- Lessons in Elementary Physics (1871, 1886)
- Physics (1872, 1884)
- The Unseen Universe (1875)
- Paradoxical Philosophy: A Sequel to the Unseen Universe (1878)
- The Conservation of Energy (1875)
- Lessons in Practical Physics, met W. H. Gee (volume I, 1885; volume II, 1887)
- An Elementary Treatise on Heat (1888)